# Mario Caravale
Mario Caravale (Roma, 27 febbraio 1939) è un giurista e storico italiano, docente universitario di storia del diritto medievale e moderno.

## Biografia
Laureatosi in giurisprudenza a Roma con Francesco Calasso nel 1961, nel 1968 consegue la libera docenza in storia del diritto italiano. Vinto il concorso da professore nel 1970 comincia l'insegnamento di storia del diritto italiano a Camerino dove diviene preside della facoltà giuridica nel 1974. Trasferitosi all'Università di Roma "La Sapienza" nel 1975, insegna nelle facoltà di scienze politiche e, dal 1991, di giurisprudenza dove è eletto preside dal 2009 al 2012.
Nel 2012 è nominato professore straordinario di Storia del diritto italiano presso l'Università degli Studi di Roma Unitelma Sapienza dove è nominato preside della Facoltà di Giurisprudenza dal 2013 al 2016. Nominato emerito di Storia del diritto italiano, continua ad essere professore a contratto di Storia del Diritto italiano presso la medesima Università Unitelma Sapienza.
Sin dalla sua fondazione, insegna storia del diritto italiano presso la facoltà di giurisprudenza dell'Università LUMSA di Roma.
Accanto all'insegnamento universitario ha svolto un'intensa attività di ricerca ed editoriale presso l'Istituto dell'Enciclopedia Italiana, in particolare nella redazione del Dizionario biografico degli italiani, del quale è stato direttore dal 1992 al 2010.
Nel 1999 gli è stato conferita dal Presidente della Repubblica la Medaglia d'oro aii benemeriti dell'Università e della scienza, nel 2011, il premio Scanno per il diritto e nel 2019 il Premio Giovanni Cassandro per la storia del diritto italiano.

## Pensiero giuridico
Allievo di Francesco Calasso e di Guido Astuti, ha dapprima concentrato i suoi interessi scientifici sul Medioevo per poi dedicarsi all'età moderna e contemporanea. È autore di alcuni significativi manuali sul diritto in età medievale e moderna. Ha inteso sottolineare la necessità di ricostruire la storia del diritto sulla base del principio della pluralità degli "ordinamenti giuridici", con una particolare attenzione al ruolo della consuetudine, quale fonte prevalente sino alle codificazioni ottocentesche, e della "giurisdizione" (la iurisdictio della tradizione medievale), funzione nella quale fu a lungo ricompresa anche quella legislativa. Un'importante avvertenza metodologica, più volte evidenziata nella sua opera, riguarda l'impossibilità di applicare alla storia giuridica le categorie dogmatiche della dottrina contemporanea senza la dovuta storicizzazione.

## Opere
- Il regno normanno di Sicilia, Milano 1966.
- Ricerche sulle servitù prediali nel Medio Evo, Milano 1969.
- La finanza pontificia nel Cinquecento. Le province del Lazio, Napoli 1974.
- Lo Stato pontificio da Martino V a Gregorio XIII, in Lo Stato pontificio di Mario Caravale e Alberto Caracciolo, Storia d'Italia, Utet, Torino 1978.
- Ordinamenti giuridici dell'Europa medievale, Bologna 1994.
- La monarchia meridionale. Istituzioni e dottrina giuridica dai Normanni ai Borboni, Roma-Bari 1998.
- Alle origini del diritto europeo. Ius comune, droit commun, common law nella dottrina giuridica della prima età moderna, Bologna 2005.
- Storia del diritto nell'Europa moderna e contemporanea, Roma-Bari 2012.
- Scritti di Mario Caravale, a cura di P. Alvazzi del Frate, 2 volumi, Roma 2012.
- Diritto senza legge. Lezioni di diritto comune, Torino 2013.
- Una incerta idea. Stato di diritto e diritti di libertà nel pensiero italiano tra età liberale e fascismo, Bologna 2016.
- Magna Carta Libertatum, Bologna 2020.
- Legge consuetudine tradizione. Note sulla dottrina tra Medioevo e prima età moderna, Napoli 2023.